# Feltiella
Feltiella is een muggengeslacht uit de familie van de galmuggen (Cecidomyiidae).

## Soorten
- F. acarisuga (Vallot, 1827)
- F. acarivora (Felt, 1907)
- F. insularis (Felt, 1913)
- F. occidentalis (Felt, 1912)
- F. pini (Felt, 1907)
- F. reducta (Felt, 1908)
- F. tetranychi Rübsaamen, 1911